# Canilhac
Canilhac war eine französische Gemeinde mit zuletzt 164 Einwohnern (Stand 1. Januar 2013) im Département Lozère in der Region Okzitanien. Sie gehörte zum Arrondissement Mende und zum Kanton La Canourgue. 
Mit Wirkung vom 1. Januar 2016 wurde sie mit der Gemeinde Banassac zur Commune nouvelle Banassac-Canilhac zusammengeschlossen. Canilhac hat jedoch keinen Status einer Commune déléguée.

## Bevölkerungsentwicklung
| Jahr      | 1962 | 1968 | 1975 | 1982 | 1990 | 1999 | 2007 |
| Einwohner | 96   | 68   | 60   | 68   | 102  | 135  | 136  |

## Sehenswürdigkeiten
- Pfarrkirche Saint-Vincent

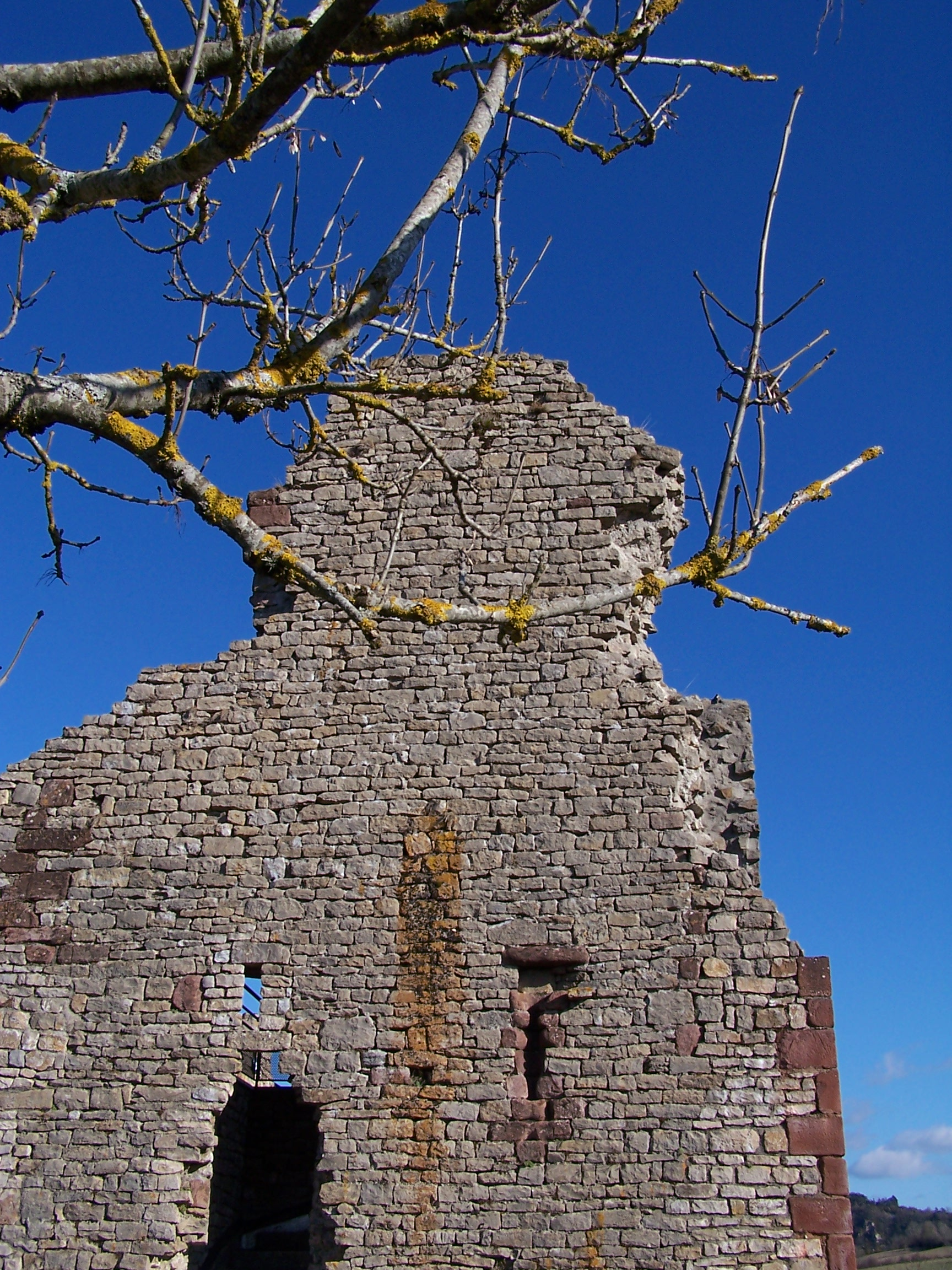
Burgruine

- Ruinen des Château de Canilhac (12. Jahrhundert)